# Lista de episódios de Once Upon a Time
A seguir se apresenta a lista de episódios de Once Upon a Time, uma série de televisão na qual apresenta a cidade fictícia de Storybrooke, cujos moradores são todos personagens de contos de fadas que foram transportados da Floresta Encantada para o "mundo real" através de uma poderosa maldição lançada pela Rainha Má. Once Upon a Time é uma série de drama, fantasia, mistério e aventura transmitida no canal de televisão ABC nos Estados Unidos. Desenvolvida por Edward Kitsis e Adam Horowitz, Once Upon a Time têm seu elenco principal constituído por diversos atores. Eles são:
Ginnifer Goodwin, Jennifer Morrison, Lana Parrilla, Josh Dallas, Jared S. Gilmore, Robert Carlyle, Emilie de Ravin, Colin O'Donoghue e Rebecca Mader, que respectivamente interpretam Branca de Neve / Mary Margaret Blanchard, Emma Swan, Rainha Má / Regina Mills, Mendigo / Príncipe Encantado / David Nolan, Henry Mills, Rumplestiltskin / Crocodilo / Fera / Sr. Gold, Bela / Lacey, Killian Jones / Capitão Gancho e Bruxa Má do Oeste / Zelena.
O primeiro episódio, "Pilot", foi emitido na noite de 23 de outubro de 2011 e foi assistido por 12.93 milhões de telespectadores, um número favorável para uma estreia de série. Os episódios seguintes também não decepcionaram a nível de audiência, o que garantiu a série uma renovação para uma segunda temporada. Um dos fatores que deram um ótimo reconhecimento para a série foi a ampla aclamação pela crítica especialista, uma vez que recebeu uma avaliação de 66/100 do site agregador de arte Metacritic.

## Resumo
| Temporada | Temporada | Episódios | Episódios | Originalmente exibido  | Originalmente exibido |
| Temporada | Temporada | Episódios | Episódios | Estreia da temporada   | Final da temporada    |
| --------- | --------- | --------- | --------- | ---------------------- | --------------------- |
|           | 1         | 22        | 22        | 23 de outubro de 2011  | 13 de maio de 2012    |
|           | 2         | 22        | 22        | 30 de setembro de 2012 | 12 de maio de 2013    |
|           | 3         | 22        | 22        | 29 de setembro de 2013 | 11 de maio de 2014    |
|           | 4         | 23        | 23        | 28 de setembro de 2014 | 10 de maio de 2015    |
|           | 5         | 23        | 23        | 27 de setembro de 2015 | 15 de maio de 2016    |
|           | 6         | 22        | 22        | 25 de setembro de 2016 | 14 de maio de 2017    |
|           | 7         | 22        | 22        | 6 de outubro de 2017   | 18 de maio de 2018    |

## Episódios

### 1ª temporada (2011–2012)
| N.º na série | N.º na temp. | Título                                                                   | Dirigido por          | Escrito por                                                                  | Exibição original       | Audiência (milhões) |
| ------------ | ------------ | ------------------------------------------------------------------------ | --------------------- | ---------------------------------------------------------------------------- | ----------------------- | ------------------- |
| 1            | 1            | "Pilot" "(Piloto)" (BR)                                                  | Mark Mylod            | Edward Kitsis & Adam Horowitz                                                | 23 de outubro de 2011   | 12.93               |
| 2            | 2            | "The Thing You Love Most" "(Aquilo Que Você Mais Ama)" (BR)              | Greg Beeman           | Edward Kitsis & Adam Horowitz                                                | 30 de outubro de 2011   | 11.74               |
| 3            | 3            | "Snow Falls" "(Neve e Paixão)" (BR)                                      | Dean White            | Liz Tigelaar                                                                 | 6 de novembro de 2011   | 11.45               |
| 4            | 4            | "The Price of Gold" "(O Preço da Magia)" (BR)                            | David Solomon         | David H. Goodman                                                             | 13 de novembro de 2011  | 11.36               |
| 5            | 5            | "That Still Small Voice" "(A Voz Interior)" (BR)                         | Paul Edwards          | Jane Espenson                                                                | 27 de novembro de 2011  | 10.69               |
| 6            | 6            | "The Shepherd" "(O Pastor)" (BR)                                         | Victor Nelli          | Andrew Chambliss & Ian Goldberg                                              | 4 de dezembro de 2011   | 9.66                |
| 7            | 7            | "The Heart Is a Lonely Hunter" "(O Coração é um Caçador Solitário)" (BR) | David M. Barrett      | Edward Kitsis & Adam Horowitz                                                | 11 de dezembro de 2011  | 8.92                |
| 8            | 8            | "Desperate Souls" "(Almas Desesperadas)" (BR)                            | Michael Waxman        | Jane Espenson                                                                | 8 de janeiro de 2012    | 10.35               |
| 9            | 9            | "True North" "(O Verdadeiro Norte)" (BR)                                 | Dean White            | David H. Goodman & Liz Tigelaar                                              | 15 de janeiro de 2012   | 9.83                |
| 10           | 10           | "7:15 A.M." "(O Café da Manhã)" (BR)                                     | Ralph Hemecker        | História por : Edward Kitsis & Adam Horowitz Roteiro por : Daniel T. Thomsen | 22 de janeiro de 2012   | 9.33                |
| 11           | 11           | "Fruit of the Poisonous Tree" "(O Fruto da Árvore Venenosa)" (BR)        | Bryan Spicer          | Ian Goldberg & Andrew Chambliss                                              | 29 de janeiro de 2012   | 10.91               |
| 12           | 12           | "Skin Deep" "(Beleza Externa)" (BR)                                      | Milan Cheylov         | Jane Espenson                                                                | 12 de fevereiro de 2012 | 8.65                |
| 13           | 13           | "What Happened to Frederick" "(O Que Aconteceu com Frederick)" (BR)      | Dean White            | David H. Goodman                                                             | 19 de fevereiro de 2012 | 9.84                |
| 14           | 14           | "Dreamy" "(Sonhador)" (BR)                                               | David Solomon         | Edward Kitsis & Adam Horowitz                                                | 4 de março de 2012      | 10.67               |
| 15           | 15           | "Red-Handed" "(A Capa Vermelha)" (BR)                                    | Ron Underwood         | Jane Espenson                                                                | 11 de março de 2012     | 9.29                |
| 16           | 16           | "Heart of Darkness" "(O Coração das Trevas)" (BR)                        | Dean White            | Andrew Chambliss & Ian Goldberg                                              | 18 de março de 2012     | 8.69                |
| 17           | 17           | "Hat Trick" "(O Chapéu Mágico)" (BR)                                     | Ralph Hemecker        | Vladimir Cvetko & David H. Goodman                                           | 25 de março de 2012     | 8.82                |
| 18           | 18           | "The Stable Boy" "(O Homem do Estábulo)" (BR)                            | Dean White            | Edward Kitsis & Adam Horowitz                                                | 1 de abril de 2012      | 8.36                |
| 19           | 19           | "The Return" "(O Retorno)" (BR)                                          | Paul Edwards          | Jane Espenson                                                                | 22 de abril de 2012     | 9.08                |
| 20           | 20           | "The Stranger" "(O Estranho)" (BR)                                       | Gwyneth Horder-Payton | Ian Goldberg & Andrew Chambliss                                              | 29 de abril de 2012     | 9.20                |
| 21           | 21           | "An Apple Red as Blood" "(Uma Maçã Vermelha Como Sangue)" (BR)           | Milan Cheylov         | Jane Espenson & David H. Goodman                                             | 6 de maio de 2012       | 8.95                |
| 22           | 22           | "A Land Without Magic" "(Uma Terra Sem Magia)" (BR)                      | Dean White            | Edward Kitsis & Adam Horowitz                                                | 13 de maio de 2012      | 9.66                |

### 2ª temporada (2012–2013)
| N.º na série | N.º na temp. | Título                                                            | Dirigido por          | Escrito por                          | Exibição original       | Audiência (milhões) |
| ------------ | ------------ | ----------------------------------------------------------------- | --------------------- | ------------------------------------ | ----------------------- | ------------------- |
| 23           | 1            | "Broken" "(Maldição Quebrada)" (BR)                               | Ralph Hemecker        | Edward Kitsis & Adam Horowitz        | 30 de setembro de 2012  | 11.36               |
| 24           | 2            | "We Are Both" "(Nós Somos os Dois)" (BR)                          | Dean White            | Jane Espenson                        | 7 de outubro de 2012    | 9.84                |
| 25           | 3            | "Lady of the Lake" "(A Dama do Lago)" (BR)                        | Milan Cheylov         | Andrew Chambliss & Ian Goldberg      | 14 de outubro de 2012   | 9.45                |
| 26           | 4            | "The Crocodile" "(O Crocodilo)" (BR)                              | David Solomon         | David H. Goodman & Robert Hull       | 21 de outubro de 2012   | 9.89                |
| 27           | 5            | "The Doctor" "(O Doutor)" (BR)                                    | Paul Edwards          | Edward Kitsis & Adam Horowitz        | 28 de outubro de 2012   | 9.85                |
| 28           | 6            | "Tallahassee" "(Tallahassee)" (BR)                                | David M. Barrett      | Christine Boylan & Jane Espenson     | 4 de novembro de 2012   | 10.15               |
| 29           | 7            | "Child of the Moon" "(Filha da Lua)" (BR)                         | Anthony Hemingway     | Ian Goldberg & Andrew Chambliss      | 11 de novembro de 2012  | 8.75                |
| 30           | 8            | "Into the Deep" "(Nas Profundezas do Sono)" (BR)                  | Ron Underwood         | Kalinda Vazquez & Daniel T. Thomsen  | 25 de novembro de 2012  | 8.82                |
| 31           | 9            | "Queen of Hearts" "(Rainha de Copas)" (BR)                        | Ralph Hemecker        | Edward Kitsis & Adam Horowitz        | 2 de dezembro de 2012   | 9.10                |
| 32           | 10           | "The Cricket Game" "(A Trama do Grilo)" (BR)                      | Dean White            | David H. Goodman & Robert Hull       | 6 de janeiro de 2013    | 9.10                |
| 33           | 11           | "The Outsider" "(O Forasteiro)" (BR)                              | David Solomon         | Andrew Chambliss & Ian Goldberg      | 13 de janeiro de 2013   | 8.24                |
| 34           | 12           | "In the Name of the Brother" "(Em Nome do Irmão)" (BR)            | Milan Cheylov         | Jane Espenson                        | 20 de janeiro de 2013   | 7.68                |
| 35           | 13           | "Tiny" "(Pequenino)" (BR)                                         | Guy Ferland           | Christine Boylan & Kalinda Vazquez   | 10 de fevereiro de 2013 | 7.08                |
| 36           | 14           | "Manhattan" "(Manhattan)" (BR)                                    | Dean White            | Edward Kitsis & Adam Horowitz        | 17 de fevereiro de 2013 | 7.61                |
| 37           | 15           | "The Queen Is Dead" "(A Rainha Está Morta)" (BR)                  | Gwyneth Horder-Payton | Daniel T. Thomsen & David H. Goodman | 3 de março de 2013      | 7.39                |
| 38           | 16           | "The Miller's Daughter" "(A Filha do Moleiro)" (BR)               | Ralph Hemecker        | Jane Espenson                        | 10 de março de 2013     | 7.64                |
| 39           | 17           | "Welcome to Storybrooke" "(Bem-Vindos à Storybrooke)" (BR)        | Dave Barrett          | Ian Goldberg & Andrew Chambliss      | 17 de março de 2013     | 7.45                |
| 40           | 18           | "Selfless, Brave and True" "(Altruísta, Corajoso e Sincero)" (BR) | Ralph Hemecker        | Robert Hull & Kalinda Vazquez        | 24 de março de 2013     | 7.38                |
| 41           | 19           | "Lacey" "(Lacey)" (BR)                                            | Milan Cheylov         | Edward Kitsis & Adam Horowitz        | 21 de abril de 2013     | 7.37                |
| 42           | 20           | "The Evil Queen" "(A Rainha Má)" (BR)                             | Gwyneth Horder-Payton | Jane Espenson & Christine Boylan     | 28 de abril de 2013     | 7.16                |
| 43           | 21           | "Second Star to the Right" "(Segunda Estrela à Direita)" (BR)     | Ralph Hemecker        | Andrew Chambliss & Ian Goldberg      | 5 de maio de 2013       | 7.50                |
| 44           | 22           | "And Straight On 'til Morning" "(Seguindo Até o Amanhecer)" (BR)  | Dean White            | Edward Kitsis & Adam Horowitz        | 12 de maio de 2013      | 7.33                |

### 3ª temporada (2013–2014)
| N.º na série | N.º na temp. | Título                                                                      | Dirigido por          | Escrito por                          | Exibição original      | Audiência (milhões) |
| ------------ | ------------ | --------------------------------------------------------------------------- | --------------------- | ------------------------------------ | ---------------------- | ------------------- |
| 45           | 1            | "The Heart of the Truest Believer" "(O Coração do Verdadeiro Crédulo)" (BR) | Ralph Hemecker        | Edward Kitsis & Adam Horowitz        | 29 de setembro de 2013 | 8.52                |
| 46           | 2            | "Lost Girl" "(Menina Perdida)" (BR)                                         | Ron Underwood         | Andrew Chambliss & Kalinda Vazquez   | 6 de outubro de 2013   | 8.00                |
| 47           | 3            | "Quite a Common Fairy" "(Uma Fada Comum)" (BR)                              | Alex Zakrzewski       | Jane Espenson                        | 13 de outubro de 2013  | 7.53                |
| 48           | 4            | "Nasty Habits" "(Maus Hábitos)" (BR)                                        | David Boyd            | David H. Goodman & Robert Hull       | 20 de outubro de 2013  | 7.05                |
| 49           | 5            | "Good Form" "(Agir Corretamente)" (BR)                                      | Jon Amiel             | Christine Boylan & Daniel T. Thomsen | 27 de outubro de 2013  | 7.23                |
| 50           | 6            | "Ariel" "(Ariel)" (BR)                                                      | Ciaran Donnelly       | Edward Kitsis & Adam Horowitz        | 3 de novembro de 2013  | 7.55                |
| 51           | 7            | "Dark Hollow" "(Buraco Negro)" (BR)                                         | Guy Ferland           | Kalinda Vazquez & Andrew Chambliss   | 10 de novembro de 2013 | 6.71                |
| 52           | 8            | "Think Lovely Thoughts" "(Pense em Coisas Bonitas)" (BR)                    | David Solomon         | David H. Goodman & Robert Hull       | 17 de novembro de 2013 | 6.66                |
| 53           | 9            | "Save Henry" "(Salvar Henry)" (BR)                                          | Andy Goddard          | Christine Boylan & Daniel T. Thomsen | 1 de dezembro de 2013  | 6.64                |
| 54           | 10           | "The New Neverland" "(A Nova Terra do Nunca)" (BR)                          | Ron Underwood         | Andrew Chambliss                     | 8 de dezembro de 2013  | 6.94                |
| 55           | 11           | "Going Home" "(Voltando Para Casa)" (BR)                                    | Ralph Hemecker        | Edward Kitsis & Adam Horowitz        | 15 de dezembro de 2013 | 6.44                |
| 56           | 12           | "New York City Serenade" "(Serenata de Nova York)" (BR)                     | Billy Gierhart        | Edward Kitsis & Adam Horowitz        | 9 de março de 2014     | 7.66                |
| 57           | 13           | "Witch Hunt" "(Caça à Bruxa)" (BR)                                          | Guy Ferland           | Jane Espenson                        | 16 de março de 2014    | 7.75                |
| 58           | 14           | "The Tower" "(A Torre)" (BR)                                                | Ralph Hemecker        | Robert Hull                          | 23 de março de 2014    | 6.91                |
| 59           | 15           | "Quiet Minds" "(Mentes Silenciosas)" (BR)                                   | Eagle Egilsson        | Kalinda Vazquez                      | 30 de março de 2014    | 6.64                |
| 60           | 16           | "It's Not Easy Being Green" "(Não é Fácil Ser Verde)" (BR)                  | Mario Van Peebles     | Andrew Chambliss                     | 6 de abril de 2014     | 7.26                |
| 61           | 17           | "The Jolly Roger" "(Jolly Roger)" (BR)                                      | Ernest Dickerson      | David H. Goodman                     | 13 de abril de 2014    | 6.50                |
| 62           | 18           | "Bleeding Through" "(Passado Obscuro)" (BR)                                 | Romeo Tirone          | Jane Espenson & Daniel T. Thomsen    | 20 de abril de 2014    | 5.95                |
| 63           | 19           | "A Curious Thing" "(Uma Coisa Curiosa)" (BR)                                | Ralph Hemecker        | Edward Kitsis & Adam Horowitz        | 27 de abril de 2014    | 7.34                |
| 64           | 20           | "Kansas" "(Um Só Coração)" (BR)                                             | Gwyneth Horder-Payton | Andrew Chambliss & Kalinda Vazquez   | 4 de maio de 2014      | 6.86                |
| 65           | 21           | "Snow Drifts" "(Portal do Tempo)" (BR)                                      | Ron Underwood         | David H. Goodman & Robert Hull       | 11 de maio de 2014     | 6.80                |
| 66           | 22           | "There's No Place Like Home" "(O Lar é o Melhor Lugar)" (BR)                | Ralph Hemecker        | Edward Kitsis & Adam Horowitz        | 11 de maio de 2014     | 6.80                |

### 4ª temporada (2014–2015)
| N.º na série | N.º na temp. | Título                                                                  | Dirigido por                                    | Escrito por                        | Exibição original      | Audiência (milhões) |
| ------------ | ------------ | ----------------------------------------------------------------------- | ----------------------------------------------- | ---------------------------------- | ---------------------- | ------------------- |
| 67           | 1            | "A Tale of Two Sisters" "(Um Conto de Duas Irmãs)" (BR)                 | Ralph Hemecker                                  | Edward Kitsis & Adam Horowitz      | 28 de setembro de 2014 | 9.47                |
| 68           | 2            | "White Out" "(Dentro do Gelo)" (BR)                                     | Ron Underwood                                   | Jane Espenson                      | 5 de outubro de 2014   | 8.78                |
| 69           | 3            | "Rocky Road" "(Estrada Rochosa)" (BR)                                   | Morgan Beggs                                    | David H. Goodman & Jerome Schwartz | 12 de outubro de 2014  | 7.92                |
| 70           | 4            | "The Apprentice" "(O Aprendiz)" (BR)                                    | Ralph Hemecker                                  | Andrew Chambliss & Dana Horgan     | 19 de outubro de 2014  | 8.07                |
| 71           | 5            | "Breaking Glass" "(Espelho Quebrado)" (BR)                              | Alrick Riley                                    | Kalinda Vazquez & Scott Nimerfro   | 26 de outubro de 2014  | 6.87                |
| 72           | 6            | "Family Business" "(Assunto de Família)" (BR)                           | Mario Van Peebles                               | Kalinda Vazquez & Andrew Chambliss | 2 de novembro de 2014  | 7.54                |
| 73           | 7            | "The Snow Queen" "(A Rainha da Neve)" (BR)                              | Billy Gierhart                                  | Edward Kitsis & Adam Horowitz      | 9 de novembro de 2014  | 7.42                |
| 74           | 8            | "Smash the Mirror" "(Quebrar o Espelho)" (BR)                           | Parte 1: Eagle Egilsson Parte 2: Ralph Hemecker | David H. Goodman & Jerome Schwartz | 16 de novembro de 2014 | 6.80                |
| 75           | 9            | "Fall" "(Queda)" (BR)                                                   | Mario Van Peebles                               | Jane Espenson                      | 30 de novembro de 2014 | 6.43                |
| 76           | 10           | "Shattered Sight" "(Visão Partida)" (BR)                                | Gwyneth Horder-Payton                           | Scott Nimerfro & Tze Chun          | 7 de dezembro de 2014  | 6.20                |
| 77           | 11           | "Heroes and Villains" "(Heróis e Vilões)" (BR)                          | Ralph Hemecker                                  | Edward Kitsis & Adam Horowitz      | 14 de dezembro de 2014 | 5.69                |
| 78           | 12           | "Darkness on the Edge of Town" "(Escuridão nos Limites da Cidade)" (BR) | Jon Amiel                                       | Edward Kitsis & Adam Horowitz      | 1 de março de 2015     | 6.66                |
| 79           | 13           | "Unforgiven" "(Sem Perdão)" (BR)                                        | Adam Horowitz                                   | Andrew Chambliss & Kalinda Vazquez | 8 de março de 2015     | 6.72                |
| 80           | 14           | "Enter the Dragon" "(A Volta do Dragão)" (BR)                           | Ralph Hemecker                                  | David H. Goodman & Jerome Schwartz | 15 de março de 2015    | 5.88                |
| 81           | 15           | "Poor Unfortunate Soul" "(Pobre Alma)" (BR)                             | Steve Pearlman                                  | Andrew Chambliss & Dana Horgan     | 22 de março de 2015    | 5.79                |
| 82           | 16           | "Best Laid Plans" "(Força Maior)" (BR)                                  | Ron Underwood                                   | Kalinda Vazquez & Jane Espenson    | 29 de março de 2015    | 5.48                |
| 83           | 17           | "Heart of Gold" "(O Coração de Gold)" (BR)                              | Billy Gierhart                                  | Tze Chun & Scott Nimerfro          | 12 de abril de 2015    | 5.17                |
| 84           | 18           | "Sympathy for the De Vil" "(O Lado Mal)" (BR)                           | Romeo Tirone                                    | David H. Goodman & Jerome Schwartz | 19 de abril de 2015    | 5.12                |
| 85           | 19           | "Lily" "(Lily)" (BR)                                                    | Ralph Hemecker                                  | Andrew Chambliss & Dana Horgan     | 26 de abril de 2015    | 5.21                |
| 86           | 20           | "Mother" "(Mãe)" (BR)                                                   | Ron Underwood                                   | Jane Espenson                      | 3 de maio de 2015      | 5.31                |
| 87 88        | 21 22        | "Operation Mongoose" "(Operação Mangusto)" (BR)                         | Romeo Tirone Ralph Hemecker                     | Edward Kitsis & Adam Horowitz      | 10 de maio de 2015     | 5.51                |

### 5ª temporada (2015–2016)
| N.º na série | N.º na temp. | Título                                                  | Dirigido por          | Escrito por                         | Exibição original      | Audiência (milhões) |
| ------------ | ------------ | ------------------------------------------------------- | --------------------- | ----------------------------------- | ---------------------- | ------------------- |
| 89           | 1            | "The Dark Swan" "(Emma das Trevas)" (BR)                | Ron Underwood         | Edward Kitsis & Adam Horowitz       | 27 de setembro de 2015 | 5.93                |
| 90           | 2            | "The Price" "(O Preço)" (BR)                            | Romeo Tirone          | Andrew Chambliss & Dana Horgan      | 4 de outubro de 2015   | 5.38                |
| 91           | 3            | "Siege Perilous" "(Assento Perigoso)" (BR)              | Ralph Hemecker        | Jane Espenson                       | 11 de outubro de 2015  | 5.28                |
| 92           | 4            | "The Broken Kingdom" "(O Reino Partido)" (BR)           | Alrick Riley          | David H. Goodman & Jerome Schwartz  | 18 de outubro de 2015  | 4.92                |
| 93           | 5            | "Dreamcatcher" "(O Apanhador de Sonhos)" (BR)           | Romeo Tirone          | Edward Kitsis & Adam Horowitz       | 25 de outubro de 2015  | 5.12                |
| 94           | 6            | "The Bear and the Bow" "(O Urso e o Arco)" (BR)         | Ralph Hemecker        | Andrew Chambliss & Tze Chun         | 1 de novembro de 2015  | 4.83                |
| 95           | 7            | "Nimue" "(Nimue)" (BR)                                  | Romeo Tirone          | Jane Espenson                       | 8 de novembro de 2015  | 4.88                |
| 96           | 8            | "Birth" "(Nascimento)" (BR)                             | Eagle Egilsson        | David H. Goodman & Jerome Schwartz  | 15 de novembro de 2015 | 4.85                |
| 97           | 9            | "The Bear King" "(O Rei Urso)" (BR)                     | Geofrey Hildrew       | Andrew Chambliss                    | 15 de novembro de 2015 | 4.85                |
| 98           | 10           | "Broken Heart" "(Coração Partido)" (BR)                 | Romeo Tirone          | Dana Horgan & Tze Chun              | 29 de novembro de 2015 | 4.38                |
| 99           | 11           | "Swan Song" "(O Canto do Cisne)" (BR)                   | Gwyneth Horder-Payton | Edward Kitsis & Adam Horowitz       | 6 de dezembro de 2015  | 4.56                |
| 100          | 12           | "Souls of the Departed" "(Almas dos Que Partiram)" (BR) | Ralph Hemecker        | Edward Kitsis & Adam Horowitz       | 6 de março de 2016     | 4.01                |
| 101          | 13           | "Labor of Love" "(Obra de Amor)" (BR)                   | Billy Gierhart        | Andrew Chambliss & Dana Horgan      | 13 de março de 2016    | 4.31                |
| 102          | 14           | "Devil's Due" "(Dever do Diabo)" (BR)                   | Alrick Riley          | Jane Espenson                       | 20 de março de 2016    | 3.54                |
| 103          | 15           | "The Brothers Jones" "(Os Irmãos Jones)" (BR)           | Eagle Egilsson        | Jerome Schwartz & David H. Goodman  | 27 de março de 2016    | 3.51                |
| 104          | 16           | "Our Decay" "(A Nossa Ruína)" (BR)                      | Steve Pearlman        | Tze Chun & Dana Horgan              | 3 de abril de 2016     | 3.78                |
| 105          | 17           | "Her Handsome Hero" "(Seu Belo Herói)" (BR)             | Romeo Tirone          | Jerome Schwartz                     | 10 de abril de 2016    | 3.75                |
| 106          | 18           | "Ruby Slippers" "(Sapatos de Viagem)" (BR)              | Eriq La Salle         | Andrew Chambliss & Bill Wolkoff     | 17 de abril de 2016    | 3.76                |
| 107          | 19           | "Sisters" "(Irmãs)" (BR)                                | Romeo Tirone          | David H. Goodman & Brigitte Hales   | 24 de abril de 2016    | 3.85                |
| 108          | 20           | "Firebird" "(Cabeça de Fogo)" (BR)                      | Ron Underwood         | Jane Espenson                       | 1 de maio de 2016      | 3.77                |
| 109          | 21           | "Last Rites" "(Ritos Finais)" (BR)                      | Craig Powell          | Jerome Schwartz                     | 8 de maio de 2016      | 3.75                |
| 110          | 22           | "Only You" "(Somente Você)" (BR)                        | Romeo Tirone          | David H. Goodman & Andrew Chambliss | 15 de maio de 2016     | 4.07                |
| 111          | 23           | "An Untold Story" "(Uma História Não Contada)" (BR)     | Dean White            | Edward Kitsis & Adam Horowitz       | 15 de maio de 2016     | 4.07                |

### 6ª temporada (2016–2017)
| N.º na série | N.º na temp. | Título                                                          | Dirigido por                  | Escrito por                                                          | Exibição original      | Audiência (milhões) |
| ------------ | ------------ | --------------------------------------------------------------- | ----------------------------- | -------------------------------------------------------------------- | ---------------------- | ------------------- |
| 112          | 1            | "The Savior" "(O Salvador)" (BR)                                | Eagle Egilsson                | Edward Kitsis & Adam Horowitz                                        | 25 de setembro de 2016 | 3.99                |
| 113          | 2            | "A Bitter Draught" "(Remédio Amargo)" (BR)                      | Ron Underwood                 | Andrew Chambliss & Dana Horgan                                       | 2 de outubro de 2016   | 3.72                |
| 114          | 3            | "The Other Shoe" "(O Outro Sapato)" (BR)                        | Steve Pearlman                | Jane Espenson & Jerome Schwartz                                      | 9 de outubro de 2016   | 4.11                |
| 115          | 4            | "Strange Case" "(Um Caso Estranho)" (BR)                        | Alrick Riley                  | David H. Goodman & Nelson Soler                                      | 16 de outubro de 2016  | 3.53                |
| 116          | 5            | "Street Rats" "(Ratos de Rua)" (BR)                             | Norman Buckley                | Edward Kitsis & Adam Horowitz                                        | 23 de outubro de 2016  | 3.40                |
| 117          | 6            | "Dark Waters" "(Águas Escuras)" (BR)                            | Robert Duncan                 | Andrew Chambliss & Brigitte Hales                                    | 30 de outubro de 2016  | 3.06                |
| 118          | 7            | "Heartless" "(Sem Coração)" (BR)                                | Ralph Hemecker                | Jane Espenson                                                        | 6 de novembro de 2016  | 3.56                |
| 119          | 8            | "I'll Be Your Mirror" "(Serei o Seu Espelho)" (BR)              | Jennifer Lynch                | Jerome Schwartz & Leah Fong                                          | 13 de novembro de 2016 | 3.40                |
| 120          | 9            | "Changelings" "(Bebês Trocados)" (BR)                           | Mairzee Almas                 | David H. Goodman & Brian Ridings                                     | 27 de novembro de 2016 | 3.28                |
| 121          | 10           | "Wish You Were Here" "(Gostaria Que Você Estivesse Aqui)" (BR)  | Ron Underwood                 | Edward Kitsis & Adam Horowitz                                        | 4 de dezembro de 2016  | 3.27                |
| 122          | 11           | "Tougher Than the Rest" "(Mais Resistente do Que o Resto)" (BR) | Billy Gierhart                | Edward Kitsis & Adam Horowitz                                        | 5 de março de 2017     | 3.03                |
| 123          | 12           | "Murder Most Foul" "(Crime Sujo)" (BR)                          | Morgan Beggs                  | Jerome Schwartz & Jane Espenson                                      | 12 de março de 2017    | 3.06                |
| 124          | 13           | "Ill-Boding Patterns" "(Padrões Agourentos)" (BR)               | Ron Underwood                 | Andrew Chambliss & Dana Horgan                                       | 19 de março de 2017    | 2.71                |
| 125          | 14           | "Page 23" "(Página 23)" (BR)                                    | Kate Woods                    | David H. Goodman & Brigitte Hales                                    | 26 de março de 2017    | 2.85                |
| 126          | 15           | "A Wondrous Place" "(Um Lugar Extraordinário)" (BR)             | Steve Pearlman                | Jane Espenson & Jerome Schwartz                                      | 2 de abril de 2017     | 2.80                |
| 127          | 16           | "Mother's Little Helper" "(O Pequeno Ajudante da Mamãe)" (BR)   | Billy Gierhart                | História por : Edward Kitsis & Adam Horowitz Roteiro por : Paul Karp | 9 de abril de 2017     | 2.60                |
| 128          | 17           | "Awake" "(Despertar)" (BR)                                      | Sharat Raju                   | Andrew Chambliss & Leah Fong                                         | 16 de abril de 2017    | 2.51                |
| 129          | 18           | "Where Bluebirds Fly" "(Onde os Pássaros Azuis Voam)" (BR)      | Michael Schultz               | David H. Goodman & Brigitte Hales                                    | 23 de abril de 2017    | 2.69                |
| 130          | 19           | "The Black Fairy" "(A Fada Negra)" (BR)                         | Alrick Riley                  | Jerome Schwartz & Dana Horgan                                        | 30 de abril de 2017    | 3.03                |
| 131          | 20           | "The Song in Your Heart" "(A Música em Seu Coração)" (BR)       | Ron Underwood                 | David H. Goodman & Andrew Chambliss                                  | 7 de maio de 2017      | 2.87                |
| 132 133      | 21 22        | "The Final Battle" "(A Batalha Final)" (BR)                     | Steve Pearlman Ralph Hemecker | Edward Kitsis & Adam Horowitz                                        | 14 de maio de 2017     | 2.95                |

### 7ª temporada (2017–2018)
| N.º na série | N.º na temp. | Título                                                         | Dirigido por       | Escrito por                       | Exibição original      | Audiência (milhões) |
| ------------ | ------------ | -------------------------------------------------------------- | ------------------ | --------------------------------- | ---------------------- | ------------------- |
| 134          | 1            | "Hyperion Heights" "(Hyperion Heights)" (BR)                   | Ralph Hemecker     | Edward Kitsis & Adam Horowitz     | 6 de outubro de 2017   | 3.26                |
| 135          | 2            | "A Pirate's Life" "(A Vida de um Pirata)" (BR)                 | Tara Nicole Weyr   | Jane Espenson & Jerome Schwartz   | 13 de outubro de 2017  | 2.74                |
| 136          | 3            | "The Garden of Forking Paths" "(O Jardim de Bifurcações)" (BR) | Ron Underwood      | David H. Goodman & Brigitte Hales | 20 de outubro de 2017  | 2.49                |
| 137          | 4            | "Beauty" "(Bela)" (BR)                                         | Mick Garris        | Dana Horgan & Leah Fong           | 27 de outubro de 2017  | 2.44                |
| 138          | 5            | "Greenbacks" "(Dólares)" (BR)                                  | Geofrey Hildrew    | Christopher Hollier & Adam Karp   | 3 de novembro de 2017  | 2.29                |
| 139          | 6            | "Wake Up Call" "(O Despertador)" (BR)                          | Sharat Raju        | Jerome Schwartz & Jane Espenson   | 10 de novembro de 2017 | 2.37                |
| 140          | 7            | "Eloise Gardener" "(Eloise Gardener)" (BR)                     | Alex Kalymnios     | David H. Goodman & Brigitte Hales | 17 de novembro de 2017 | 2.28                |
| 141          | 8            | "Pretty in Blue" "(Linda de Azul)" (BR)                        | Ralph Hemecker     | Dana Horgan & Leah Fong           | 17 de novembro de 2017 | 2.28                |
| 142          | 9            | "One Little Tear" "(Uma Pequena Lágrima)" (BR)                 | Steve Pearlman     | Christopher Hollier & Adam Karp   | 8 de dezembro de 2017  | 2.45                |
| 143          | 10           | "The Eighth Witch" "(A Oitava Bruxa)" (BR)                     | Ralph Hemecker     | Jane Espenson & Jerome Schwartz   | 15 de dezembro de 2017 | 2.29                |
| 144          | 11           | "Secret Garden" "(O Jardim Secreto)" (BR)                      | Mick Garris        | Edward Kitsis & Adam Horowitz     | 2 de março de 2018     | 2.14                |
| 145          | 12           | "A Taste of the Heights" "(Sabor de Heights)" (BR)             | Nina Lopez-Corrado | David H. Goodman & Brigitte Hales | 9 de março de 2018     | 2.22                |
| 146          | 13           | "Knightfall" "(A Queda do Cavaleiro)" (BR)                     | Steve Miner        | Jerome Schwartz & Miguel Ian Raya | 16 de março de 2018    | 2.38                |
| 147          | 14           | "The Girl in the Tower" "(A Garota da Torre)" (BR)             | Antonio Negret     | Dana Horgan & Leah Fong           | 23 de março de 2018    | 2.11                |
| 148          | 15           | "Sisterhood" "(Irmandade)" (BR)                                | Ellen S. Pressman  | Christopher Hollier & Adam Karp   | 30 de março de 2018    | 2.03                |
| 149          | 16           | "Breadcrumbs" "(Migalhas de Pão)" (BR)                         | Ron Underwood      | Jane Espenson & Jerome Schwartz   | 6 de abril de 2018     | 2.15                |
| 150          | 17           | "Chosen" "(A Escolhida)" (BR)                                  | Lana Parrilla      | Paul Karp & Brian Ridings         | 13 de abril de 2018    | 2.18                |
| 151          | 18           | "The Guardian" "(A Guardiã)" (BR)                              | Geofrey Hildrew    | David H. Goodman & Brigitte Hales | 20 de abril de 2018    | 2.12                |
| 152          | 19           | "Flower Child" "(Filha das Flores)" (BR)                       | Tessa Blake        | Edward Kitsis & Adam Horowitz     | 27 de abril de 2018    | 1.98                |
| 153          | 20           | "Is This Henry Mills?" "(É o Henry Mills?)" (BR)               | Ron Underwood      | Dana Horgan & Leah Fong           | 4 de maio de 2018      | 1.98                |
| 154          | 21           | "Homecoming" "(Volta Para Casa)" (BR)                          | Steve Pearlman     | David H. Goodman                  | 11 de maio de 2018     | 2.26                |
| 155          | 22           | "Leaving Storybrooke" "(Saindo de Storybrooke)" (BR)           | Ralph Hemecker     | Edward Kitsis & Adam Horowitz     | 18 de maio de 2018     | 2.27                |

## Especiais
| N.º | Título                                                | Narrador(a)        | Exibido entre                                                     | Exibição original      | Audiência (milhões) |
| --- | ----------------------------------------------------- | ------------------ | ----------------------------------------------------------------- | ---------------------- | ------------------- |
| 1   | "Magic Is Coming"                                     | Giancarlo Esposito | "A Land Without Magic" "Broken"                                   | 30 de setembro de 2012 | 6.04                |
| 2   | "The Price of Magic"                                  | Alan Dale          | "Selfless, Brave and True" "Lacey"                                | 14 de abril de 2013    | 5.17                |
| 3   | "Journey to Neverland"                                | Alfred Molina      | "And Straight On 'til Morning" "The Heart of the Truest Believer" | 29 de setembro de 2013 | 5.07                |
| 4   | "Wicked Is Coming"                                    | Dan Stevens        | "Going Home" "New York City Serenade"                             | 9 de março de 2014     | 4.44                |
| 5   | "Storybrooke Has Frozen Over"                         | John Rhys-Davies   | "There's No Place Like Home" "A Tale of Two Sisters"              | 28 de setembro de 2014 | 5.50                |
| 6   | "Secrets of Storybrooke"                              | Jennifer Morrison  | "Heroes and Villains" "Darkness on the Edge of Town"              | 1 de março de 2015     | 4.45                |
| 7   | "Dark Swan Rises: A Once Upon a Time Fan Celebration" | Howard Parker      | "Operation Mongoose, Part 2" "The Dark Swan"                      | 27 de setembro de 2015 | 3.20                |
| 8   | "Evil Reigns Once More"                               | Howard Parker      | "An Untold Story" "The Savior"                                    | 25 de setembro de 2016 | 2.86                |
| 9   | "The Final Battle Begins"                             | Howard Parker      | "The Song in Your Heart" "The Final Battle"                       | 14 de maio de 2017     | 2.82                |